# Anna Iwamure
Anna Iwamure (jap. 岩群安奈 Iwamure Anna) – japońska zapaśniczka. Zdobyła brązowy medal na mistrzostwach Azji w 2014 roku.